# Forsvarsministre fra Danmark
Lige siden den første regering i Danmark (1848) har der været ministerposter indenfor området Danmarks forsvar. I begyndelsen som to særskilte opgaver: Krigsminister og Marineminister.
Ministre for Forsvarsministeriet
| Forsvarsminister                 | Parti                       | Tiltrædelse | Afgang     | Regeringer                                                                                   |
| -------------------------------- | --------------------------- | ----------- | ---------- | -------------------------------------------------------------------------------------------- |
| J.C. Christensen                 | Venstrereformpartiet        | 1905        | 1908       | Regeringen Christensen l & ll                                                                |
| Niels Neergaard                  | Moderate Venstre            | 1908        | 1909       | Ministeriet Neergaard I                                                                      |
| J.C. Christensen                 | Venstrereformpartiet        | 1909        | 1909       | Ministeriet Holstein-Ledreborg                                                               |
| Ludvig Holstein-Ledreborg        | Venstre (løsgænger)         | 1909        | 1909       | Ministeriet Holstein-Ledreborg                                                               |
| Christopher Krabbe               | Det Radikale Venstre        | 1909        | 1910       | Ministeriet Zahle I                                                                          |
| Klaus Berntsen                   | Moderate Venstre            | 1910        | 1913       | Ministeriet Klaus Berntsen                                                                   |
| P. Munch                         | Det Radikale Venstre        | 1913        | 1920       | Ministeriet Zahle II                                                                         |
| Henri Konow                      | Udenfor partierne           | 1920        | 1920       | Ministeriet Otto Liebe                                                                       |
| M.P. Friis                       | Udenfor partierne           | 1920        | 1920       | Ministeriet M.P. Friis                                                                       |
| Klaus Berntsen                   | Venstre                     | 1920        | 1922       | Ministeriet Neergaard II                                                                     |
| Søren Brorsen                    | Venstre                     | 1922        | 1924       | Ministeriet Neergaard III                                                                    |
| Laust Rasmussen                  | Socialdemokratiet           | 1924        | 1926       | Ministeriet Thorvald Stauning I                                                              |
| Søren Brorsen                    | Venstre                     | 1926        | 1929       | Ministeriet Madsen-Mygdal                                                                    |
| Laust Rasmussen                  | Socialdemokratiet           | 1929        | 1932       | Ministeriet Thorvald Stauning II                                                             |
| H.P. Hansen                      | Socialdemokratiet           | 1932        | 1933       | Ministeriet Thorvald Stauning II                                                             |
| Thorvald Stauning                | Socialdemokratiet           | 1933        | 1935       | Ministeriet Thorvald Stauning II                                                             |
| Alsing Andersen                  | Socialdemokratiet           | 1935        | 1940       | Ministeriet Thorvald Stauning II                                                             |
| Søren Brorsen¹                   | Venstre                     | 1940        | 1945       | Ministeriet Thorvald Stauning III & Regeringen Vilhelm Buhl I                                |
| Ole Bjørn Kraft                  | Det Konservative Folkeparti | 1945        | 1945       | Regeringen Vilhelm Buhl II                                                                   |
| Harald Petersen                  | Venstre                     | 1945        | 1947       | Regeringen Knud Kristensen                                                                   |
| Rasmus Hansen                    | Socialdemokratiet           | 1947        | 1950       | Regeringen Hans Hedtoft I                                                                    |
| Harald Petersen                  | Venstre                     | 1950        | 1953       | Regeringen Erik Eriksen                                                                      |
| Rasmus Hansen                    | Socialdemokratiet           | 1953        | 1956       | Regeringen Hans Hedtoft II & Regeringen H.C. Hansen I                                        |
| Poul Hansen                      | Socialdemokratiet           | 1956        | 1962       | Regeringen H.C. Hansen I & II; Regeringen Viggo Kampmann I & II; Regeringen Jens Otto Krag I |
| Victor Gram                      | Socialdemokratiet           | 1962        | 1968       | Regeringen Jens Otto Krag I & II                                                             |
| Erik Ninn-Hansen                 | Det Konservative Folkeparti | 1968        | 1971       | Regeringen Hilmar Baunsgaard                                                                 |
| Knud Østergaard                  | Det Konservative Folkeparti | 1971        | 1971       | Regeringen Hilmar Baunsgaard                                                                 |
| Kjeld Olesen                     | Socialdemokratiet           | 1971        | 1973       | Regeringen Jens Otto Krag III & Regeringen Anker Jørgensen I                                 |
| Orla Møller                      | Socialdemokratiet           | 1973        | 1973       | Regeringen Anker Jørgensen I                                                                 |
| Erling Brøndum                   | Venstre                     | 1973        | 1975       | Regeringen Poul Hartling                                                                     |
| Orla Møller                      | Socialdemokratiet           | 1975        | 01.10.1977 | Regeringen Anker Jørgensen II                                                                |
| Poul Søgaard                     | Socialdemokratiet           | 01.10.1977  | 10.09.1982 | Regeringen Anker Jørgensen II, III, IV & V                                                   |
| Hans Engell                      | Det Konservative Folkeparti | 10.09.1982  | 1987       | Regeringen Poul Schlüter I                                                                   |
| Bernt Johan Collet               | Det Konservative Folkeparti | 1987        | 1988       | Regeringen Poul Schlüter II                                                                  |
| Knud Enggaard                    | Venstre                     | 1988        | 1993       | Regeringen Poul Schlüter III & IV                                                            |
| Hans Hækkerup                    | Socialdemokratiet           | 25.01.1993  | 21.12.2000 | Regeringen Poul Nyrup Rasmussen I, Regeringen Poul Nyrup Rasmussen I, II, III & IV           |
| Jan Trøjborg                     | Socialdemokratiet           | 21.12.2000  | 27.11.2001 | Regeringen Poul Nyrup Rasmussen IV                                                           |
| Svend Aage Jensby                | Venstre                     | 27.11.2001  | 24.04.2004 | Regeringen Anders Fogh Rasmussen I                                                           |
| Søren Gade                       | Venstre                     | 24.04.2004  | 23.02.2010 | Regeringen Anders Fogh Rasmussen I, II, III & Regeringen Lars Løkke Rasmussen I              |
| Gitte Lillelund Bech             | Venstre                     | 23.02.2010  | 03.10.2011 | Regeringen Lars Løkke Rasmussen I                                                            |
| Nick Hækkerup                    | Socialdemokratiet           | 03.10.2011  | 09.08.2013 | Regeringen Helle Thorning-Schmidt I                                                          |
| Nicolai Wammen                   | Socialdemokratiet           | 09.08.2013  | 28.06.2015 | Regeringen Helle Thorning-Schmidt I & II                                                     |
| Carl Holst                       | Venstre                     | 28.06.2015  | 30.09.2015 | Regeringen Lars Løkke Rasmussen II                                                           |
| Peter Christensen                | Venstre                     | 30.09.2015  | 28.11.2016 | Regeringen Lars Løkke Rasmussen II                                                           |
| Claus Hjort Frederiksen          | Venstre                     | 28.11.2016  | 27.06.2019 | Regeringen Lars Løkke Rasmussen III                                                          |
| Trine Bramsen                    | Socialdemokratiet           | 27.06.2019  | 04.02.2022 | Regeringen Mette Frederiksen I                                                               |
| Morten Bødskov                   | Socialdemokratiet           | 04.02.2022  | 15.12.2022 | Regeringen Mette Frederiksen I                                                               |
| Jakob Ellemann-Jensen            | Venstre                     | 15.12.2022  | 22.08.2023 | Regeringen Mette Frederiksen II                                                              |
| Troels Lund Poulsen (fungerende) | Venstre                     | 06.02.2023  | 01.08.2023 | Regeringen Mette Frederiksen II                                                              |
| Troels Lund Poulsen              | Venstre                     | 22.08.2023  |            | Regeringen Mette Frederiksen II                                                              |

Note: ¹ Regeringen indgav 29. august 1943 sin afskedsbegæring til kongen og ophørte samtidig med at fungere. 30. august 1943 – 5. maj 1945 var derfor departementschefstyre, hvor ministeriernes departementschefer administrerede deres respektive sagsområder.